# اتفاق الحكم الذاتي العراقي–الكردي 1970
اتفاق الحكم الذاتي العراقي–الكردي لعام 1970 (أو اتفاقية الحكم الذاتي للأكراد أو بيان 11 آذار 1970 أو اتفاق السلام لعام 1970) هي اتفاقية وقعت في 11 آذار 1970 بين الحكومة العراقية والزعيم الكردي الملا مصطفى البارزاني في أعقاب الحرب العراقية – الكردية الأولى، من أجل إنشاء منطقة حكم ذاتي، تتألف من المحافظات الكردية الثلاث والمناطق المتاخمة الأخرى التي حددت حسب التعداد السكاني بأن لها أغلبية كردية. و تنص الخطة أيضا على تمثيل الأكراد في الهيئات الحكومية، على أن تنفذ هذه الخطة في أربع سنوات. وكان ذلك في وقته أهم محاولة لحسم الصراع العراقي – الكردي الذي طال أمده. وفيها اعترفت الحكومة العراقية بالحقوق القومية للأكراد مع تقديم ضمانات للأكراد بالمشاركة في الحكومة العراقية واستعمال اللغة الكردية في المؤسسات التعليمية، ولكن لم يحصل وقتها حل حاسم بشأن قضية كركوك التي بقيت عالقة بانتظار نتائج إحصاءات لمعرفة نسبة القوميات المختلفة في مدينة كركوك.
جرى التخطيط لإجراء تلك الإحصائية المهمة عام 1977م، ولكن اتفاقية آذار صارت ميتة قبل ذلك التاريخ بعد أن ساءت علاقات الحكومة العراقية مع الزعيم الكردي الملا مصطفى البارزاني وخاصة عندما أعلن البارزاني رسميا حق الأكراد في نفط كركوك. اعتبرت الحكومة العراقية إصرار الأكراد بشأن كردية كركوك كإعلان حرب وهذا ما دفع الحكومة العراقية في آذار 1974م، إلى إعلان الحكم الذاتي للأكراد من جانب واحد فقط دون موافقة الأكراد الذين اعتبروا الاتفاقية الجديدة بعيدة كل البعد عن اتفاقيات سنة 1970م، حيث لم تعتبر إعلان 1974م، مدينة كركوك وخانقين وجبل سنجار من المناطق الواقعة ضمن مناطق الحكم الذاتي للأكراد وأطلقت تسمية محافظة التأميم على كركوك.
رغم ذلك، شرعت الحكومة العراقية في تنفيذ برنامج للتعريب في منطقتي كركوك وخانقين الغنية بالنفط في الفترة نفسها. وفي نهاية المطاف، فشلت خطة السلم للحكم الذاتي الكردي، حيث اندلعت مرة أخرى الحرب العراقية – الكردية الثانية في عام 1974، مما أدى إلى تصعيد النزاع الكردي – العراقي.